# Muløy
Muløy (norwegisch für Maul-Insel, englisch Mule Island) ist eine kleine Insel vor der Ingrid-Christensen-Küste des ostantarktischen Prinzessin-Elisabeth-Lands. In den Vestfoldbergen in der Prydz Bay liegt sie südwestlich der Hawker-Insel vor der Westspitze der Mule-Halbinsel.
Norwegische Kartographen, die sie auch benannten, kartierten sie anhand von Luftaufnahmen der Lars-Christensen-Expedition 1936/37.